# Haruka Kitaguchi
Haruka Kitaguchi (Asahikawa, 16 de março de 1998) é uma atleta japonesa, campeã olímpica e mundial do lançamento de dardo.
Conquistou uma medalha de bronze no Campeonato Mundial de Atletismo de 2022, em Eugene, o que a tornou a primeira japonesa a ganhar uma medalha mundial ou olímpica em qualquer modalidade de lançamento do atletismo. No Mundial seguinte, Budapeste 2023, conquistou a medalha de ouro e o título mundial com um lançamento de 66,73 m.
Em Paris 2024 ganhou a medalha de ouro com um lançamento de 65.80 m, sagrando-se como a primeira japonesa campeã olímpica numa modalidade do atletismo de campo.